# Sedum alfredii
Sedum alfredii är en fetbladsväxtart som beskrevs av Henry Fletcher Hance. Sedum alfredii ingår i Fetknoppssläktet som ingår i familjen fetbladsväxter. Inga underarter finns listade i Catalogue of Life.